# مريم حيدري
مريم حيدري (مواليد 1984) شاعرة وصحفية ومترجمة من إيران، الأهواز. حاصلة على ماجستير اللغة العربية وآدابها، جامعة الأهواز، 2009، صدر لها في الشعر «باب موارب» عن منشورات المتوسط بميلانو ولها ترجمات شعرية وأدبية من الفارسية للعربية والعكس. ، وتكتب مقالات في الثقافة والفن وأدب الرحلة في الصحف والمجلات العربية والفارسية، ولها اهتمامات في السينما والأدب الصوفي وفن الطبخ وتاريخه.

## السيرة الذاتية
هكذا تصف الشاعرة سيرتها الذاتية في مقال لها تحت عنوان «سمّاني مريم دون أن أراه... قصة صورة» على موقع رصيف22.
"كانت الحرب قد ولدت قبلي، ومثل طاعون وعدوى كانت تلحق عائلتي كما العوائل الأخرى التي كانت تسكن في المدن الواقعة بالقرب من الحدود الإيرانية العراقية. وعائلتي تهرب منها من مدينة إلى أخرى، وبين هذه المدن المؤقتة ولدت أنا، وكان قد مرّ على الحرب أربع سنوات.
في العام ذاته (1984) كان أخي الأكبر (16 عاماً) يذهب للقتال دون علم العائلة قائلاً لهم إنه يذهب إلى مدينة أخرى من أجل الدراسة، يمرّ بين حين وآخر بالبيت لزيارة الأهل وخلال هذه الزيارات كانت ولادتي، فسمّاني «مريم»، وغادر ثانية.
تاريخ العائلة والمدينة والبلد كان مرتبطاً بالحرب منذ ولدت وقبل أن أولد؛ بالقصف والهروب المستعجل من الخراب، كما أنه ارتبط بالدّموع. وكانت طفولتي وسعاداتها البسيطة في صراع كبير ومستمرّ مع الحزن وأحاديث الحرب والفقدان والبكاء. ألذلك مازلت أبكي سريعاً؟ ألذلك أصبح الأخضر لوني المفضل، والصور، أحبها ولا أحبها؟!"

## الإصدارات

### الكتب العربية
1. سجادة فارسية، ترجمة مختارات من الشعر الإيراني المعاصر، دار المحيط، الفجيرة، 2022.
2. باب موارب، شعر، منشورات المتوسط، ميلانو، 2018[10]
3. ذكرياتي، ترجمة مذكرات تاج السلطنة، منشورات المتوسط (ميلانو) وارتياد الآفاق (أبوظبي)، 2018[11]
4. طيور بلا أجنحة، ترجمة مختارات للشاعر الإيراني أحمدرضا أحمدي، منشورات البيت، الجزائر،  2011[12]

### الكتب الفارسية
1. كِرم زنده در سيب جهان، ترجمة مختارات سركون بولص إلى الفارسية، دار چشمه، طهران، 2017[13]
2. رد پروانه، ترجمة «أثر الفراشة» لمحمود درويش إلى الفارسية، دار چشمه، طهران، 2010[14]
3. جهان وجهانگردان، ترجمة «العالم ورحالته» يضمّ مقالات عن أدب الرحلة، دار نشر ارتیاد الآفاق (أبوظبی)، 2010[15]

## التكريم
- في عام 2014نالت الجائزة العربية للإبداع الثقافي في فرع الترجمة من العربية إلى الفارسية عن كتاب: «رد پروانه» أشعار محمود درويش إلى الفارسية.[16]
- وفي عام 2018 استلمت جائزة «ابن بطوطة لأدب الرحلة» في فرع الترجمة من الفارسية إلى العربية عن كتاب: ذكرياتي - مذكرات تاج السلطنة- ابنة ناصر الدين شاه القاجاري.[17]

## وصلات خارجية
- مريم حيدري: صوت عربي في طهران (مونت كارلو الدولية، 5 أبريل 2019)